# Alex Delvecchio
Alexander Peter „Alex“ Delvecchio (* 4. Dezember 1931 in Fort William, Ontario; † 1. Juli 2025 in Rochester, Michigan, USA) war ein kanadischer Eishockeyspieler, -trainer und -funktionär italienischer Abstammung, der im Verlauf seiner aktiven Karriere zwischen 1950 und 1973 unter anderem 1671 Spiele für die Detroit Red Wings in der National Hockey League auf der Position des Centers bestritt. Delvecchio gewann in Diensten der Red Wings in den Jahren 1952, 1954 und 1955 insgesamt dreimal den Stanley Cup. Darüber hinaus erhielt er zahlreiche individuelle Auszeichnungen, die mit der Aufnahme in die Hockey Hall of Fame im Jahr 1977 gekrönt wurden. In den 1970er-Jahren war er zudem als Trainer und General Manager des Franchises, das seine Trikotnummer 10 seit 1991 gesperrt hat und nicht mehr vergibt, tätig.

## Karriere
Alex Delvecchio lernte erst mit zwölf Jahren Schlittschuh laufen, doch bereits im Jahr 1951 mit 20 Jahren schloss er sich dem NHL-Team Detroit Red Wings an, nachdem er ein Jahr in der Ontario Hockey Association für die Oshawa Generals gespielt hatte. In seiner ersten Saison konnte er gleich mit dem Team den Stanley Cup gewinnen.

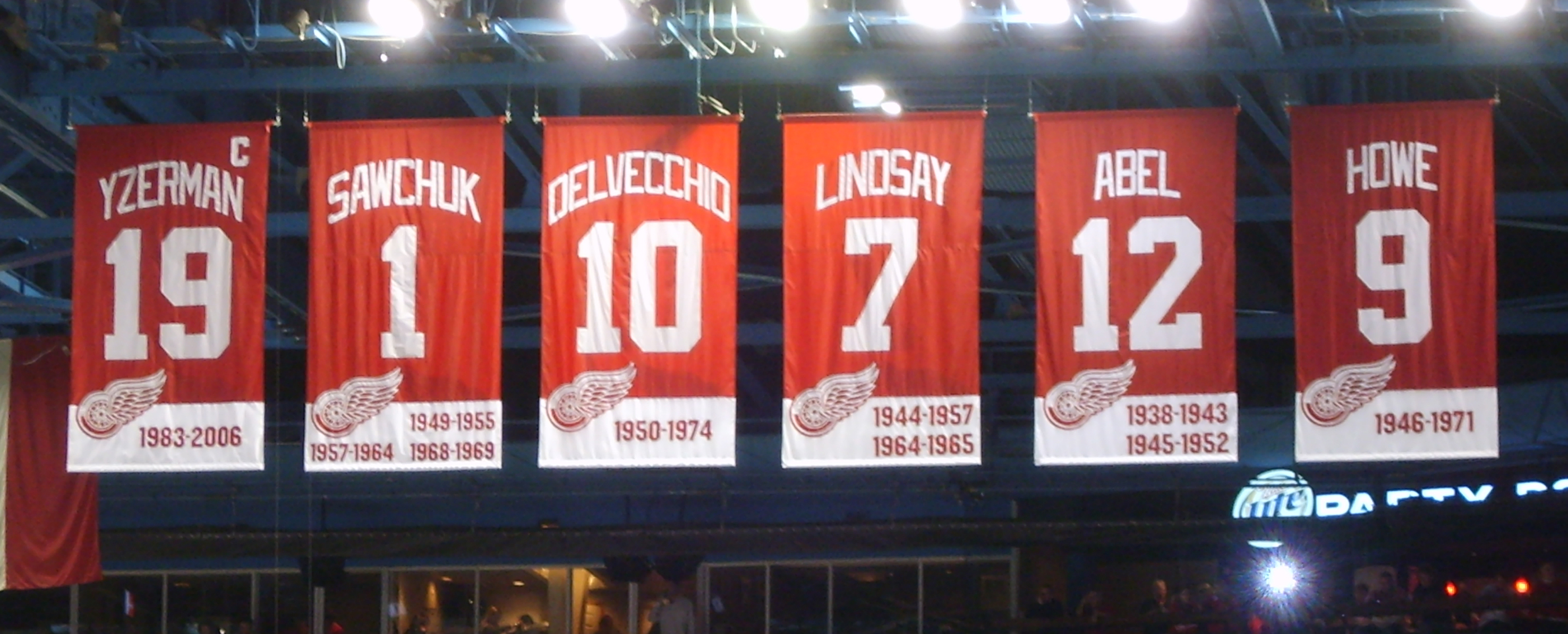
Delvecchios Banner mit der Nummer 10 an der Hallendecke der Joe Louis Arena neben den gesperrten Nummern weiterer großer Spieler der Detroit Red Wings

„Fats“, wie er aufgrund seines runden Gesichts genannt wurde, spielte in Detroit auf der Position des Centers und des linke Flügelstürmers für 22 komplette Saisons, sowie Teile von zwei weiteren Spielzeiten. Zu den Spielern, mit denen er in einer Linie spielte, gehörten Ted Lindsay und Gordie Howe. Er galt als Gentlemen im Eishockeysport und gewann drei Mal die Lady Byng Memorial Trophy, die an Spieler verliehen wird, die Fairness und spielerische Klasse kombinieren. Hinzu kamen zwei Berufungen ins NHL Second All-Star Team; einmal als linker Flügelstürmer und einmal als Center, womit er nach Sid Abel und Dit Clapper erst der dritte Spieler war, der auf zwei unterschiedlichen Positionen Allstar-Auszeichnungen erhielt.
Von Dezember 1956 bis November 1964 stellte er einen Teamrekord mit 548 in Folge bestrittenen Spielen auf. In seiner gesamten Karriere fehlte er insgesamt bei nur 43 Spielen, 22 davon alleine in der Saison 1956/57. 1962 wurde er zum Mannschaftskapitän der Red Wings ernannt und behielt das Amt für zwölf Jahre. Länger war in der Geschichte der Red Wings nur Steve Yzerman Kapitän. Im Verlauf der Spielzeit 1973/74 beendete Alex Delvecchio seine Karriere und war erst der zweite Spieler in der Geschichte der Liga, der über 20 Jahre für ein einziges Team gespielt hatte. Für seine Verdienste um den Eishockeysport in den USA und der NHL erhielt er 1974 die Lester Patrick Trophy. Kurz nachdem er Abschied vom Eishockey genommen hatte, übernahm er den Posten als Trainer der Red Wings, den er zwei Jahre innehatte, bevor er bis 1977 als General Manager des Teams arbeitete. Im selben Jahr wurde er in die Hockey Hall of Fame aufgenommen.
Im Jahr 1991 hängten die Detroit Red Wings zu Delvecchios Ehren ein Banner mit seiner Nummer 10 an die Hallendecke der Joe Louis Arena. Die Nummer wird an keinen Spieler mehr vergeben. Er verstarb im Juli 2025 im Alter von 93 Jahen in seiner Wahlheimat Rochster im US-Bundesstaat Michigan.

## Erfolge und Auszeichnungen
| - 1952 Stanley-Cup-Gewinn mit den Detroit Red Wings - 1953 Teilnahme am NHL All-Star Game - 1953 NHL Second All-Star Team - 1954 Stanley-Cup-Gewinn mit den Detroit Red Wings - 1954 Teilnahme am NHL All-Star Game - 1955 Stanley-Cup-Gewinn mit den Detroit Red Wings - 1955 Teilnahme am NHL All-Star Game - 1956 Teilnahme am NHL All-Star Game - 1957 Teilnahme am NHL All-Star Game - 1958 Teilnahme am NHL All-Star Game - 1959 Lady Byng Memorial Trophy - 1959 NHL Second All-Star Team | - 1959 Teilnahme am NHL All-Star Game - 1961 Teilnahme am NHL All-Star Game - 1962 Teilnahme am NHL All-Star Game - 1963 Teilnahme am NHL All-Star Game - 1964 Teilnahme am NHL All-Star Game - 1965 Teilnahme am NHL All-Star Game - 1966 Lady Byng Memorial Trophy - 1967 Teilnahme am NHL All-Star Game - 1969 Lady Byng Memorial Trophy - 1974 Lester Patrick Trophy - 1977 Aufnahme in die Hockey Hall of Fame - 1991 Sperrung der Trikotnummer 10 durch die Detroit Red Wings |

## Karrierestatistik
(Legende zur Spielerstatistik: Sp oder GP = absolvierte Spiele; T oder G = erzielte Tore; V oder A = erzielte Assists; Pkt oder Pts = erzielte Scorerpunkte; SM oder PIM = erhaltene Strafminuten; +/− = Plus/Minus-Bilanz; PP = erzielte Überzahltore; SH = erzielte Unterzahltore; GW = erzielte Siegtore; 1 Play-downs/Relegation; Kursiv: Statistik nicht vollständig)

### NHL-Trainerstatistik
(Legende zur Trainerstatistik: Sp oder GC = Spiele insgesamt; W oder S = erzielte Siege; L oder N = erzielte Niederlagen; T oder U = erzielte Unentschieden; OTL oder OTN = erzielte Niederlagen nach Overtime oder Shootout; Pts oder Pkt = erzielte Punkte; Pts% oder Pkt% = Punktquote; Win% = Siegquote; Resultat = erreichte Runde in den Play-offs)